# Верхні Сірогози
Верхні Сірого́зи — село в Україні, у Нижньосірогозькій селищній громаді Генічеського району Херсонської області. Населення становить 2096 осіб.
Розташоване понад Балкою Великі Сірогози. Паралельно селу — автодорога Т 22-08 (Верхній Рогачик — Нижні Сірогози), профільована.
Вулиці: Степова (Кірова), Молодіжна, Почтова, Таврійська (Калініна), Миру, Українська (Леніна), Івана Короткевича,

## Історія
У хутір Верхні Сірогози  з 1817   почали переселятися поодинокі селянські сім'ї із селищ Таврійської губернії: Лепетихи, Рогачика, Нижніх Сірогоз і Знам'янки, а потім — декілька сімей українців  з Чернігівської губернії. 5. Далі, у 1820 році прибула дуже велика валка переселенців з Курської, Орловської, Воронезької, Тамбовської губерній. Перша письмова згадка про Верхні  Сірогози датується 1820 роком.  
Дерев'яна церква  побудована в 1835. 5.
Предстоятелі:
 1845-1849 — священник Мойсей Глуша
 1845—1847 — дяк Данило Герасимович Шевченків
 1845—1847 — указний паламар Панкрат Колядин
 1847 — диякон Василь Дрок
 1849 — священник Володимир Порохов
 1849—1855 — диякон Андрій Короповський
 1849 — стихарний дяк Данило Шевченків
 1849—1855 — дяк Єфрем Васильович Волошка
 1855 — священник Андрій Петрович Журжак
 1855 — священник Олексій Михайлович Жаковський 
Деякі прізвища жителів с. Верхні Сірогози (1855):
Акулов; Антипенко; Баев; Булгаков; Валобуев; Воробьев; Герасимов; Глазунов; Голощапов; Градусов; Градчук; Дамянов; Данилов; Дахов; Дураков; Зибин; Киряев; Кобзарев; Костенко; Крекот;Кривцов; Кураков; Латимов; Лебедев; Литвинов;Лукианов; Маслов; Мезенцов;Мимриков; Молчанов; Немикин; Носов; Павлов; Пинков; Погожий; Поляков; Попов; Пшенишный; Резанов; Русанов; Седик; Семикин; Таранов; Тарновский; Татаринцов; Трунов; Туринов; Уваров; Холодный;Чайка;Чернишев; Черный; Шаховцов; Шевченко; Шликов; Шляхов.
Церква кам'яна, з такою ж огорожею, побудована парафіянами в 1883 р і освячена в ім'я св. безсрібників Козми і Даміана.5.
Станом на 1886 рік в селі Нижньо-Сірогозької волості мешкало 2723 особи, налічувалось 368 дворів, існували православна церква, єврейський молитовний будинок, школа, цегельний завод, бондарня, колісний завод, 5 лавок, винний склад, відбувався щорічний ярмарок 7 листопада та базар по четвергам..
12 червня 2020 року, відповідно до розпорядження Кабінету Міністрів України № 726-р «Про визначення адміністративних центрів та затвердження територій територіальних громад Херсонської області», увійшло до складу Нижньосірогозької селищної громади.
19 липня 2020 року, в результаті адміністративно-територіальної реформи та ліквідації  Нижньосірогозького району увійшло до складу Генічеського району.
24 лютого 2022 року село тимчасово окуповане російськими військами під час російсько-української війни.

## Населення
Згідно з переписом УРСР 1989 року чисельність наявного населення села становила 2281 особа, з яких 1070 чоловіків та 1211 жінок.
За переписом населення України 2001 року в селі мешкало 2066 осіб.

### Мова
Розподіл населення за рідною мовою за даними перепису 2001 року:
| Мова       | Відсоток |
| ---------- | -------- |
| російська  | 75,72 %  |
| українська | 22,81 %  |
| молдовська | 0,24 %   |
| білоруська | 0,19 %   |
| болгарська | 0,05 %   |
| румунська  | 0,05 %   |
| інші       | 0,94 %   |

## Економіка
Фермерські господарства: Білозерське, Агат-05, Лідія, Юність, Дарина, Синтез, Покровське, Сергій, Селянські господарства: Іванівське, Володимирське, Восход, Дельфін, Дніпро, Еліта, Заря, Обрій, Перемога, Світоч, Ятрань, ТОВ «Агронова 2000», ТОВ Пріора Експро. Дочірнє підприємство «Пульсар» ТОВ Нижньосірогозський кобікормовий завод. Асоціація пайовиків с.-г. п-ва Ім. Леніна. СГ ТОВ СД Агро «Верхньосірогозьке». ПП Сервіс АПК. Олійно-пресовий завод. ТОВ «Верхнесірогозський МПЗ» МКП «Каскад»

## Інфраструктура
Загальноосвітня школа І-ІІІ ст. Будинок культури. Сільська амбулаторія. Храм Косьми і Дем'яна. Бібліотека-філія. Аматорська футбольна команда «Колос».

## Відомі особистості
В селі народився Цапко Віктор Михайлович (* 1956) — український художник.
В сільській школі в 1946—1948 роках навчався та отримав середню освіту Білецький Фелікс Мар'янович — доктор філологічних наук, професор Дніпропетровського державного університету.
Єрещенко Віктор Олексійович (1911—1970) — радянський контрадмірал (3.8.1953)